# Porto Acre
Porto Acre – miasto i gmina w Brazylii, leży w stanie Acre. Gmina zajmuje powierzchnię 2604,88 km². Według danych szacunkowych w 2016 roku miasto liczyło 17 111 mieszkańców. Położone jest około 40 km na północ od stolicy stanu, Rio Branco, oraz około 2800 km na zachód od Brasílii, stolicy kraju. 
Tereny, na których położone jest Porto Acre, początkowo należały do Boliwii, lecz zostały zajęte przez w XIX wieku przez imigrantów z Brazylii, którzy uznali to miejsce za atrakcyjne do eksploatacji kauczuku. Samo miasto zostało założone 3 stycznia 1899 pod nazwą Puerto Alonso przez ministra Jose Paraviciniego pod egidą prezydenta Boliwii. Wkrótce wydalono Boliwijczyków i ogłoszono powstanie Republiki Acre. Miasto zmieniło nazwę na Porto Acre i zostało siedzibą nowego rządu. Jednak wówczas postanowieniem prezydenta Brazylii, Camposa Salesa uwięziono przywódcę powstańców, Galveza, a Acre zwrócono Boliwii. 24 stycznia 1903 roku, po kapitulacji wojsk boliwijskich i kolejnych zwycięstwach Acre, Placido de Castro zdecydowanie zajmuje miasto. Po negocjacjach obu stron Brazylia dokonuje zakupu Acre od Boliwii. 9 grudnia 1992 roku miejscowość została podniesiona do rangi gminy. Nowa gmina została utworzona poprzez wyłączenie z terenów gminy Rio Branco. 
W 2014 roku wśród mieszkańców gminy PKB per capita wynosił 11 965,70 reais brazylijskich.